# Джордж, Кишон
Кишон Шанти Алонсо Джордж (фр. Kyshawn Shanty Alonzo George; род. 12 декабря 2003, Эгль, Во) — швейцарский профессиональный баскетболист канадского происхождения клуба НБА «Вашингтон Уизардс».

## Ранние годы
Джордж родился 12 декабря 2003 года и вырос в Монте. Он был частью команды, которая выиграла юношеский чемпионат Швейцарии (до 16 лет) в 2016 году. Позже он переехал во Францию и четыре года играл за клуб «Элан Шалон».
Джордж играл за юношескую команду (до 18 лет) в сезонах 2019/2020 и 2020/2021, а затем играл за молодёжный состав в 2021/2022 и 2022/2023, и в своём последнем сезоне стал привлекаться к основному составу. Он набирал в среднем 11,1 очков и 2 подбора за игру в сезоне 2021/2022 и имел 17,6 очков, 6,5 подборов, 3,8 передач и 2,4 перехвата за игру в сезоне 2022/2023, благодаря чему попал в первую команду лиги. В основной команде он набирал в среднем 2,9 очков и появился в 16 играх в сезоне 2022/2023.
Джордж посещал Лицей Эмилана Готи в Шалон-сюр-Соне. В средней школе он резко вырос, увеличившись с 173 см до 196 см и достиг 201 см к моменту поступления в колледж. Он взял на себя обязательство играть в баскетбол в колледже в США за команду «Майами Харрикейнс» в апреле 2023 года, получив рейтинг трёхзвездочного игрока.

## Карьера в колледже
Первоначально Джордж был запасным, но из-за травм одноклубников стал игроком стартового состава в середине своего первого сезона в «Майами», и вскоре стал ведущим игроком команды, получив внимание как потенциальный претендент на драфт НБА 2024 года. После своего первого сезона он подал заявку на драфт НБА 2024 года и получил приглашение в зелёную комнату.

## Профессиональная карьера

### Вашингтон Уизардс (2024—н.в.)
26 июня 2024 года Джордж был выбран под 24-м номером командой «Нью-Йорк Никс» на драфте НБА 2024 года; однако сразу же в ночь драфта он был обменён в «Вашингтон Уизардс» в обмен на Диллона Джонса и 51-й номер на драфте 2024 года. 6 июля он подписал контракт с «Уизардс». Свою первую игру в НБА он сыграл 24 октября 2024 года против «Бостон Селтикс».
Джордж забил свой 100-й трехочковый в своей 59-й игре, став новичком «Уизардс», который быстрее достиг данного рубежа. Ранее этот рекорд принадлежал Брэдли Билу, забившему 100 трехочковый в 60 игре. Джордж также является рекордсменом франшизы по количеству последовательных игр с трехочковым броском в качестве новичка — 31. Предыдущий рекорд принадлежал Кори Кисперту — 15.

## Карьера за сборную
В возрасте 13 лет Джордж играл за юношескую сборную Швейцарии (до 16 лет). Он сыграл шесть игр за команду на юношеском чемпионате Европы 2019 года в дивизионе B в Черногории.

## Личная жизнь
Джордж получил канадское гражданство от своего отца Деона, гражданина Канады, который играл в баскетбол в Швейцарии на профессиональном уровне.

## Статистика

### Статистика в НБА
| Сезон                                                                                    | Команда   | Регулярный сезон | Регулярный сезон | Регулярный сезон | Регулярный сезон | Регулярный сезон | Регулярный сезон | Регулярный сезон | Регулярный сезон | Регулярный сезон | Регулярный сезон | Регулярный сезон | Серия плей-офф | Серия плей-офф | Серия плей-офф | Серия плей-офф | Серия плей-офф | Серия плей-офф | Серия плей-офф | Серия плей-офф | Серия плей-офф | Серия плей-офф | Серия плей-офф |
| Сезон                                                                                    | Команда   | GP               | GS               | MPG              | FG%              | 3P%              | FT%              | RPG              | APG              | SPG              | BPG              | PPG              | GP             | GS             | MPG            | FG%            | 3P%            | FT%            | RPG            | APG            | SPG            | BPG            | PPG            |
| ---------------------------------------------------------------------------------------- | --------- | ---------------- | ---------------- | ---------------- | ---------------- | ---------------- | ---------------- | ---------------- | ---------------- | ---------------- | ---------------- | ---------------- | -------------- | -------------- | -------------- | -------------- | -------------- | -------------- | -------------- | -------------- | -------------- | -------------- | -------------- |
| 2024/25                                                                                  | Вашингтон | 68               | 38               | 26,5             | 37,2             | 32,2             | 75,3             | 4,2              | 2,5              | 1,0              | 0,7              | 8,7              | Не участвовал  | Не участвовал  | Не участвовал  | Не участвовал  | Не участвовал  | Не участвовал  | Не участвовал  | Не участвовал  | Не участвовал  | Не участвовал  | Не участвовал  |
|                                                                                          | Всего     | 68               | 38               | 26,5             | 37,2             | 32,2             | 75,3             | 4,2              | 2,5              | 1,0              | 0,7              | 8,7              | Не участвовал  | Не участвовал  | Не участвовал  | Не участвовал  | Не участвовал  | Не участвовал  | Не участвовал  | Не участвовал  | Не участвовал  | Не участвовал  | Не участвовал  |
| Наведите курсор мыши на аббревиатуры в заголовке таблицы, чтобы прочесть их расшифровку. |           |                  |                  |                  |                  |                  |                  |                  |                  |                  |                  |                  |                |                |                |                |                |                |                |                |                |                |                |

### Статистика в NCAA
| Сезон | Команда | Conf  | Class | GP | GS | MPG  | FG%  | 3P%  | FT%  | RPG | APG | SPG | BPG | PPG  |
| --- | ------- | ----- | ----- | -- | -- | ---- | ---- | ---- | ---- | --- | --- | --- | --- | ---- |
| 2023/24 | Майами  | ACC   | FR    | 31 | 16 | 23,0 | 42,6 | 40,8 | 77,8 | 3,0 | 2,2 | 0,9 | 0,4 | 7,6  |
| Всего | Всего   | Всего | Всего | 31 | 16 | 23,0 | 42,6 | 40,8 | 77,8 | 3,0 | 2,2 | 0,9 | 0,4 | 7,66 |
| Наведите курсор мыши на аббревиатуры в заголовке таблицы, чтобы прочесть их расшифровку Статистика приведена с сайта sports-reference.com |         |       |       |    |    |      |      |      |      |     |     |     |     |      |